# Kolárovo
Kolárovo (em húngaro: Gúta; alemão: Gutta) é uma cidade da Eslováquia, situada no distrito de Komárno, na região de Nitra. Tem 106,82 km² de área e sua população em 2018 foi estimada em 10.546 habitantes.

## Demografia
| Ano:        | 1994   | 2004   | 2014   | 2024   |
| ----------- | ------ | ------ | ------ | ------ |
| Broj ljudi: | 11 028 | 10 756 | 10 632 | 10 404 |
| Razlika:    |        | -2,46% | -1,15% | -2,14% |

| Ano:               | 2023   | 2024   |
| ------------------ | ------ | ------ |
| Número de pessoas: | 10 428 | 10 404 |
| Diferença:         |        | -0,23% |